# Bohuniczky Endre
Bohuniczky Endre (Máramarossziget, 1898 – Budapest, 1936. július 24.) festő, orvos.

## Életútja
Bohuniczky Endre (Nagypécsely, 1866/1867 – Budapest, 1927. március 22.) erdész, később főerdőtanácsos és Hoffmann Eugénia fiaként született. Orvosi tanulmányokat végzett és ezzel párhuzamosan a Képzőművészeti Szabadiskola hallgatója volt. Első művészeti tanulmányait Lovaghy Dénes irányította. 1913-ban Nagybányán tanult, ahol mesterei Ferenczy Károly és Réti István voltak, majd a képzőművészeti iskola esti tanfolyamát látogatta. 1915 júniusában részt vett festményeivel a Nemzeti Szalonban rendezett zsűri- és jutalommentes „Függetlenek Szalonja” kiállításon, melynek katalógusa francia mintára „A Nemzeti Szalon első »Salon des indépendants«-jának katalógusa” címmel jelent meg, 1916 decemberében három festményét állították ki. 1918-ban pedig a Képzőművészeti Társulat tavaszi, Szépművészeti Múzeumban rendezett kiállításán szerepelt gyümölcs-csendéletével. A Nemzeti Szalon által rendezett kiállításokon 1918-ban, 1920-ban és 1921-ben is szerepelt néhány olajfestményével. 1925. szeptember 6–15-ig csoportos tárlata volt a Nemzeti Szalonban, s ahogy írták: „tájképein komoly mestereinek szelleme érzik”, „festészete a legérettebb. Képei a nagybányai egészséges impresszionizmus jegyében fogantak. Friss, széles festési módja dicséretet érdemel. Különösen az Alkonyat című képe sikerült”. 35 olajfestménye és 5 aktrajza volt ekkor látható. 1926-ban a Miskolci művésztelepen rendezett csoportos kiállításon is szerepelt, és itt is az Alkonyat című festményét emelték ki a bemutatott művek közül.
1924-től Miskolcon tevékenykedett, mint az Erzsébet kórház alorvosa. 1925-ben a kórház venereás osztályán osztályos segédorvosként dolgozott.
1936-ban 37 évesen hunyt el, mint az OTI miskolci körzetének rendelő orvosa. A miskolci mindszenti temetőben lévő családi sírboltban helyezték végső nyugalomra.

## Művei

### Orvosi
- Protaven az urológiában. Budapesti Orvosi Újság, 1925. április 16. 16. szám, 463–465. o.
- Bizol a lues therapiájában. Budapesti Orvosi Újság, 1926. május 20. 21. szám, 613–614. o.
- Therapia. Tonogen a Quincke-féle oedema gyógyításában. Gyógyászat, 1927. október 9. 41. szám, 922–924. o.

### Festményei
Olajfestmények (válogatás)
- Téli utca, 1915[3]
- Virágos udvar, 1915[3]
- Gyümölcs-csendélet, 1918[6]
- Alkonyat, 1925[9]
- Csorbai tó[10]
- Máramarosi havasok[10]
- Miskolci udvar[10]
- Miskolci szoba[10]
- Almák[10]
- Oszlopos ház[10]
- Tiszai táj [10]
- Őszi hangulat[10]
- Falusi ház[10]

Rajzok
- Női aktok[10]
- Férfi aktok[10]